# Mino anais
El miná dorado (Mino anais) es una especie de ave paseriforme de la familia Sturnidae endémica de la isla de Nueva Guinea.  Su hábitat natural son los bosques tropicales. Es usado en avicultura por su capacidad de hablar, y su fácil mantenimiento en cautividad.